# كلود لانزمان
كلود لانزمان (بالفرنسية: Claude Lanzmann) (و. 1925 – 2018 م) هو صحفي، وكاتب، ومخرج أفلام، وكاتب سيناريو، وعضو في المقاومة الفرنسية فرنسي، توفي في باريس، عن عمر يناهز 93 عاماً.

## التعليم
تعلم في مدرسة كوندرست، وجامعة توبنغن.

## جوائز
حصل على جوائز منها:
- الدب الفخري الذهبي [الإنجليزية]‏ (2013)
- دكتوراة فخرية من الجامعة العبرية بالقدس (1999)[10]
- جائزة المقاومة من رابطة الفنانين الهولنديين (1993)
- الصليب الأكبر من وسام الاستحقاق الوطني
- ميدالية المقاومة [الإنجليزية]‏
- وسام جوقة الشرف من رتبة ضابط أكبر.

## وصلات خارجية
- كلود لانزمان على موقع IMDb (الإنجليزية)
- كلود لانزمان على موقع الموسوعة البريطانية (الإنجليزية)
- كلود لانزمان على موقع مونزينجر (الألمانية)
- كلود لانزمان على موقع ألو سيني (الفرنسية)
- كلود لانزمان على موقع أول موفي (الإنجليزية)
- كلود لانزمان على موقع قاعدة بيانات الأفلام السويدية (السويدية)
- كلود لانزمان على موقع قاعدة بيانات الفيلم (الإنجليزية)
- كلود لانزمان على موقع كينوبويسك (الروسية)